# Pettoncourt
Pettoncourt é uma comuna francesa na região administrativa de Grande Leste, no departamento de Mosela. Estende-se por uma área de 4,9 km². Em 2010 a comuna tinha 294 habitantes (densidade: 60 hab./km²).